# Robodemons
Robodemons (укр. Рободемони) — аркадна відеогра 1989 року, розроблена Color Dreams та випущена для Nintendo Entertainment System 20 грудня 1989 року. Як і всі ігри від Color Dreams, Robodemons не була офіційно ліцензована Nintendo.

## Ігровий процес
Згідно з інструкцією до гри, гравець керує героєм, що володіє бумерангом, місія якого — знищити армію роботів-демонів злого короля Кулла.
На відміну від більшості ігор Color Dreams, які мали важку релігійну/християнську тематику, Robodemons містить  сатанинську та окультну тематику. Вона містить алюзії/посилання на лімб, Пекло, смерть, Аїда і Сатану. Структура рівнів схожа на уривки з «Божественної комедії».

### Рівні
У Robodemons сім рівнів:
- «Кістки»
- «Плоть»
- «Вогонь»
- «Приречені душі»
- «Помешкання демонів»
- «Фабрика рободемонів»
- «Палац Кулла»